# American Jet
American Jet S.A. es una empresa aérea privada argentina, en funcionamiento desde 1984, dedicada a la realización de vuelos de taxi aéreo, chárters, y de línea aérea regular.

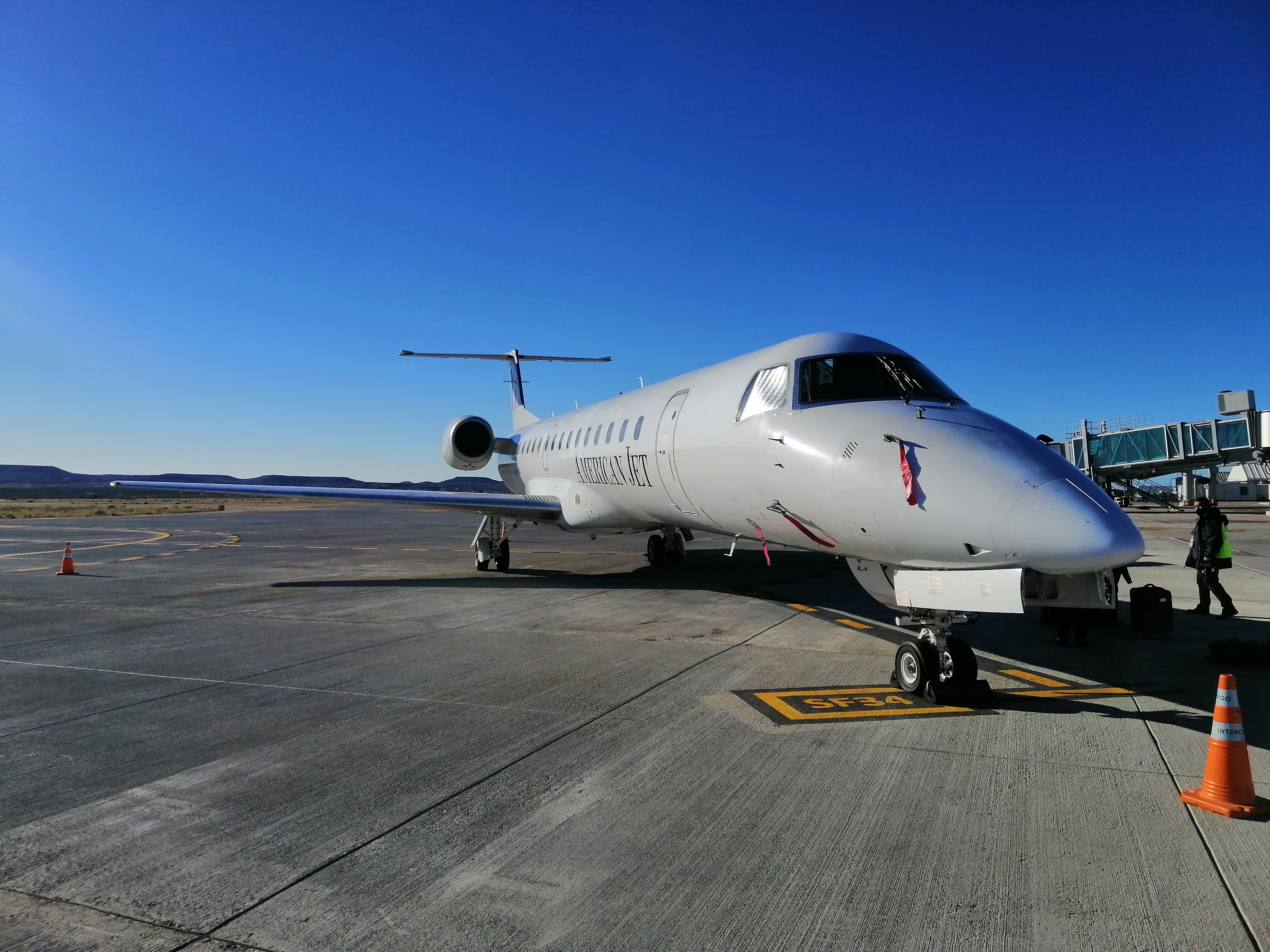
ERJ-145 en Comodoro Rivadavia/SAVC

## Historia
Fue creada en 1983 para dedicarse a vuelos de taxi aéreo en el Aeroparque Jorge Newbery de la ciudad de Buenos Aires. 
En 1996 agregó un servicios con el fin del traslado de personal de varias empresas, fundamentalmente petroleras y mineras. Comenzando una nueva etapa en la que permitió que American Jet instalára bases en las ciudades de Tucumán y Neuquén.
En el 2008, luego de ganar la licitación para rutas aéreas, el gobierno de la Provincia de Neuquén cede los permisos para la operación de rutas aéreas en dicha provincia a American Jet que hasta ese momento solo se dedicaba a vuelos de taxi aéreo.
El 2 de junio de 2009 American Jet comienza a volar como línea aérea regular, siendo su primer destino la ciudad de San Martín de los Andes (Chapelco).
El 26 de noviembre de 2009, la empresa minera La Alumbrera le rescinde el contrato que tenía con American Jet para el transporte de sus trabajadores desde la ciudad de San Miguel de Tucumán hacia Campo Arenal (Catamarca). Por lo tanto de esta manera American Jet luego de 13 años deja de operar en su base del Aeropuerto Internacional Teniente Benjamín Matienzo de Tucumán.
En el año 2013, finaliza la construcción de su nuevo Hangar, en Aeropuerto Internacional de San Fernando, donde ofrece servicios de Taxi aéreo, chárter, hangaraje, FBO, entre otros. 
El 18 de octubre de 2016, inaugura el puente aéreo Neuquén (Argentina)-Temuco (Chile), como servicio regular de pasajeros. 
Actualmente la aerolínea cuenta con bases en la Ciudad de Neuquén, Mendoza y Buenos Aires (Aeroparque y San Fernando).
A finales del 2024 y principios del 2025, American Jet empezó el diálogo para realizar vuelos hacia el Aeropuerto Sauce Viejo en Santa Fe, enfocado en expandir los vuelos en el interior del país hacia destinos de cabotaje e internacionalmente, siendo Asuncion y Punta del Este sus primeros destinos previstos. Durante el 2025, la compañía empezaría un periodo de expansion, abriendo rutas a destinos con poca demanda o vuelos, y estableciendo su Hub regional en el Aeropuerto de Rio Gallegos.

## Línea aérea regular
En el 2008, luego de una licitación, American Jet que hasta ese momento solo se dedicaba a vuelos de taxi aéreo fue el ganador para volar nuevas rutas aéreas regulares en la Neuquén, derrotando a la posicionada Sol Líneas Aéreas que ya se dedicaba a vuelos de línea regular y obteniendo los permisos cedidos por el gobierno de la Provincia de Neuquén para la operación de rutas aéreas para dicha provincia. De este modo American Jet se posicionó como una línea aérea regular dedicada también al transporte de pasajeros, aparte de seguir ofreciendo todos los servicios que venían brindando.

## Rutas
Desde su base en el Aeropuerto Internacional Presidente Perón, Neuquén, American Jet realizó vuelos de línea con sus aeronaves hacia varias ciudades del interior de la provincia de Neuquén, como también a la ciudad chilena de Temuco.
- Neuquén (Aeropuerto Internacional Presidente Perón) - San Martín de los Andes (Aeropuerto Chapelco)
- Neuquén (Aeropuerto Internacional Presidente Perón) - Chos Malal (Aeropuerto de Chos Malal)
- Neuquén (Aeropuerto Internacional Presidente Perón) - Loncopué (Aeropuerto Teniente La Rufa)
- Neuquén (Aeropuerto Internacional Presidente Perón) - Rincón de los Sauces (Aeropuerto Rincón de los Sauces)
- Neuquén (Aeropuerto Internacional Presidente Perón) - Temuco (Aeropuerto Internacional La Araucanía)
- Neuquén (Aeropuerto Internacional Presidente Perón) - El Portón (Aeródromo El Portón)

Actualmente se encuentra realizando Vuelos Aeroparque - Termas de Río Hondo -Aeroparque, a bordo de sus Embraer ERJ-145.

## Flota
La flota de la aerolínea está compuesta por las siguientes aeronaves, con una edad media de 24.3 años (octubre de 2021).